# دون ولز
دون ولز (بالإنجليزية: Don Wells)‏ هو لاعب كرة قدم أمريكية أمريكي، ولد في 12 يوليو 1922 في وايكروس في الولايات المتحدة، وتوفي في 14 فبراير 1984.

## وصلات خارجية
- دون ولز على موقع مرجع كرة القدم المحترفة.كوم (الإنجليزية)